# Valeria Magrini
Valeria Magrini (Montegranaro, 18 febbraio 1985) è una calciatrice italiana difensore del Bologna e già delle nazionali giovanili dell'Italia Under-19 e Under-20.

## Caratteristiche tecniche
Giocatrice duttile, schierata nel reparto difensivo può ricoprire il ruolo sia di difensore centrale che esterno.

## Carriera

### Club
Valeria Magrini si appassiona al calcio in giovane età, decidendo di tesserarsi nel Montegranaro, società dell'omonimo comune della provincia di Fermo, dove dal 1993 viene inserita nelle formazioni giovanili miste della Scuola Calcio, Pulcini ed Esordienti fino ai raggiunti limiti d'età per giocare con i maschietti.
Nell'estate 1999 viene contrattata dalla dirigenza dell'Autolelli Picenum, società con sede a San Benedetto del Tronto che a quel tempo partecipa al campionato di Serie A, la quale le propone di tesserarsi per essere inserita in rosa con le sue formazioni giovanili interamente femminili. Magrini accetta e con le sambenedettesi rimane fino all'estate 2001, quando l'interesse espresso dal Vigor Senigallia la convince ad affrontare una nuova avventura.
Con le rossoblu fa il suo esordio nel corso della stagione 2001-2002, quella che al suo termine la vedrà conquistare, grazie alla rinuncia di chi ne aveva diritto, la Serie A2, secondo livello del campionato italiano femminile di calcio. Le prestazioni offerte le fanno trovare sempre più spazio all'interno della squadra titolare consentendole anche di entrare nel giro delle nazionali giovanili dell'Italia. Contribuisce alla promozione del Vigor Senigallia in Serie A al termine della stagione 2003-2004 e dalla successiva parte titolare. Durante le ultime sue tra stagioni con le rossoblu riesce a raggiungere la finale di Coppa Italia, al termine della stagione 2004-2005, persa poi per 2-0 con la Torres, e una partecipazione alla Italy Women's Cup.
Nell'estate 2007 trova un accordo con il Bardolino Verona, società con cui riesce a vincere il suo primo scudetto e la Supercoppa, raggiungendo nuovamente la finale di Coppa Italia e la semifinale dell'edizione 2007-2008 della UEFA Women's Cup.

## Palmarès
- Campionato italiano: 1

Bardolino Verona: 2007-2008
- Coppa Italia: 1

Reggiana: 2009-2010
- Supercoppa italiana: 1

Bardolino Verona: 2007